# 毅柏律师事务所
毅柏律师事务所（Appleby）是一个离岸的法律服务提供者，总部位于百慕大，在英属维尔京群岛、开曼群岛、曼岛、泽西岛、根西岛、毛里求斯及塞舌尔这些重要的离岸金融地点设有办事处，在金融中心香港和上海亦设有办事处。
毅柏律师事务所因2017年11月泄露的天堂文件而闻名。